# توماس بي. كوربيت
توماس بي. كوربيت هو قاضي وسياسي أمريكي، ولد في 15 سبتمبر 1914 في مارينيت في الولايات المتحدة، وتوفي في 10 مايو 1995. نشط حزبياً في الحزب الجمهوري. وقد انتخب عضو جمعية ولاية ويسكونسن ‏.